# Percy Greg
Percy Greg (* 7. Januar 1836 in Bury; † 24. Dezember 1889 in London) war ein englischer Schriftsteller.
Seine bekannteste Arbeit ist der 1880 veröffentlichte Science-Fiction-Roman Across the Zodiac,
welcher von einer Reise zum Planeten Mars handelt. Greg benutzte hier zum ersten Mal den Begriff Astronaut,
womit er allerdings das Raumschiff des Protagonisten bezeichnete.
Er gilt dazu als der erste Autor, der sich mit einer (fiktiven) außerirdischen Sprache beschäftigte und diese auch für sein Buch umfangreich konstruierte.
Auch das Wort Raumschiff (englisch space ship) fand in diesem Zusammenhang zum ersten Mal Verwendung während einer Rezension seines Buches in der Pall Mall Gazette, für die schon sein Vater William Rathbone Greg schrieb.

## Werke

### Belletristik
- The Devil's Advocate. Trübner & Co., Ludgate Hill, London 1878 (Vol. 1 archive.org, Vol. 2 archive.org).
- Across the Zodiac : The Story of a Wrecked Record, Deciphered, Translated and Edited by P G. Trübner & Co., Ludgate Hill, London 1880, LCCN 06-044866 (Vol. 1 archive.org, Vol. 2 archive.org / Projekt Gutenberg).
  - Deutsch: Jenseits des Zodiakus : Der Bericht einer Reise nach dem Mars. 4 Bde. Kogge & Fritze, Berlin 1882. Nachdruck: Jenseits des Zodiakus : Der Bericht einer Reise nach dem Mars. Dechiffrirt, übersetzt und herausgegeben von Percy Greg.  Dieter von Reeken, Lüneburg 2008, ISBN 978-3-940679-12-3.
- Ivy: Cousin and Bride. 3. Bde. London 1881.
- Sanguelac. London, Hurst and Blackett, London 1883, LCCN 41-032426, OCLC 7680458 (Vol. 1 archive.org, Vol. 2 archive.org, Vol. 3 archive.org).
- The Verge of Night. 3 Bde. London 1885.

### Sachliteratur
- History of the United States : From the Foundation of Virginia to the Reconstruction of the Union. W. H. Allen & Co., London 1887, LCCN 07-032884, OCLC 3554475 (Digitalisat archive.org).